# Бродівка
Бродівка (біл. вёска Бродаўка) — село в складі Борисовського району Мінської області, Білорусь. Село підпорядковане Пригородницькій сільській раді, розташоване в північно-східній частині області.